# Torneo di Pasqua 1923
Il Torneo di Pasqua 1923 è stata la 3ª edizione dell'omonima competizione di hockey su pista. Il torneo, organizzato dal Montreux Hockey Club, ha avuto luogo tra il 1º al 2 aprile 1923.
Il trofeo è stato vinto dall'Inghilterra per la prima volta nella sua storia.

## Partite
| Montreux 1º aprile 1923 | Montreux | 2 – 4 | Inghilterra |  |

| Montreux 2 aprile 1923 | Montreux | 4 – 6 | Inghilterra |  |

| Montreux 2 aprile 1923 | Montreux | 2 – 8 | Inghilterra |  |